# جرذ القطن الأبيض الأذن
جرذ القطن أبيض الأذن (الاسم العلمي:Sigmodon leucotis) (بالإنجليزية: White-eared cotton rat)‏ هو نوع من الحيوانات يتبع جنس جرذ القطن من فصيلة الفأرية.